# Emiliano González
Emiliano González Arquez (ur. 20 września 1969), andorski piłkarz, grający na pozycji napastnika. W latach 1998–2003 w reprezentacji Andory rozegrał 37 meczów i strzelił 2 gole.